# Данчеу (Мехединци)
Данчеу (рум. Dănceu) насеље је у Румунији у округу Мехединци у општини Жијана. Oпштина се налази на надморској висини од 78 m.

## Становништво
Према подацима из 2002. године у насељу је живело 1339 становника.

### Попис2002.
| Расподела становништва по националности 2002.‍ | Расподела становништва по националности 2002.‍ | Расподела становништва по националности 2002.‍ | Расподела становништва по националности 2002.‍ | Расподела становништва по националности 2002.‍ |
| --------------------------------------------- | --------------------------------------------- | --------------------------------------------- | --------------------------------------------- | --------------------------------------------- |
|                                               |                                               |                                               |                                               |                                               |
| Румуни                                        | Румуни                                        |                                               | 1.040                                         | 77,7%                                         |
| Роми                                          | Роми                                          |                                               | 299                                           | 22,3%                                         |